# 米爾諾克山
46°45′0″N 13°44′0″E / 46.75000°N 13.73333°E

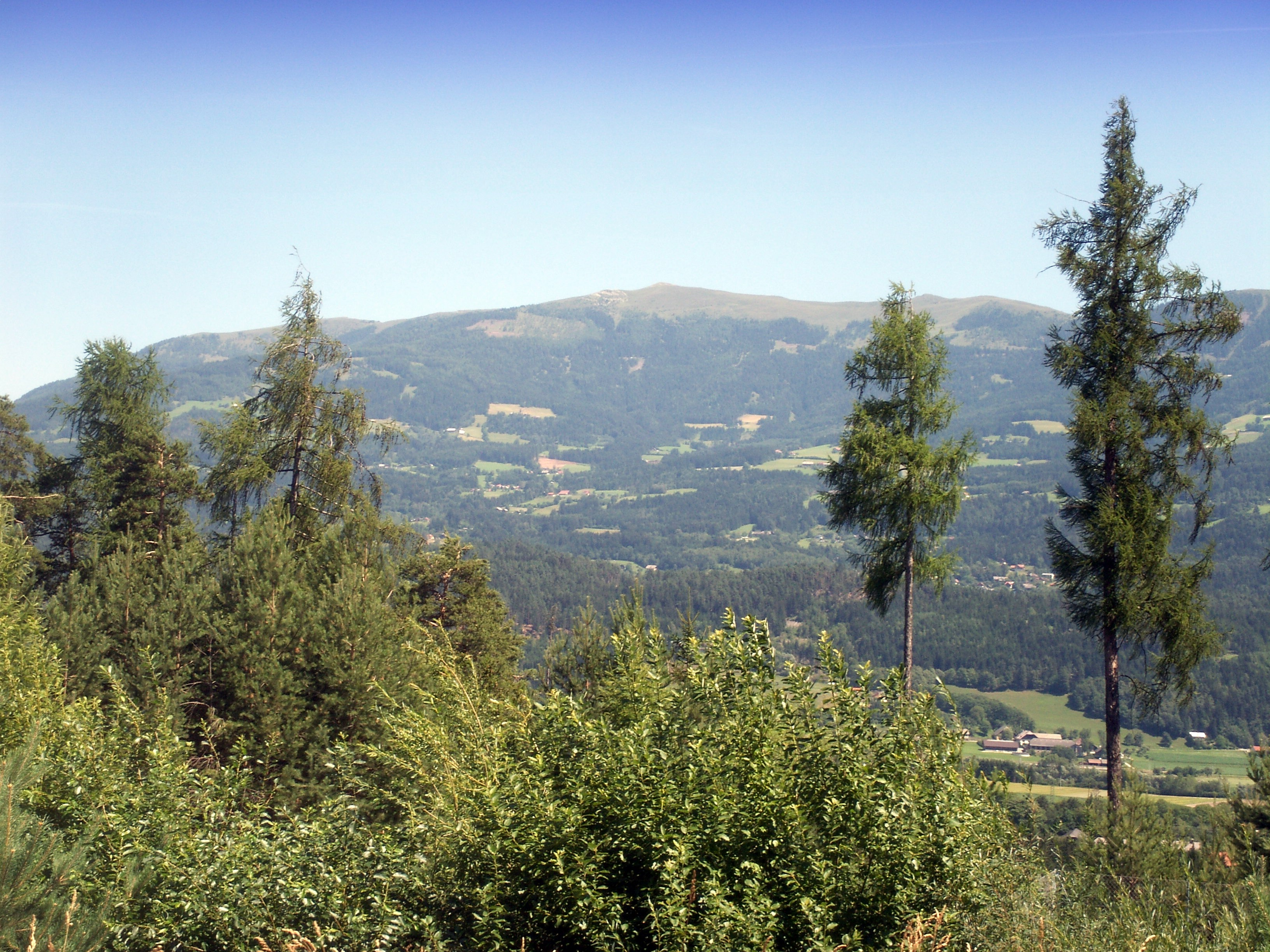

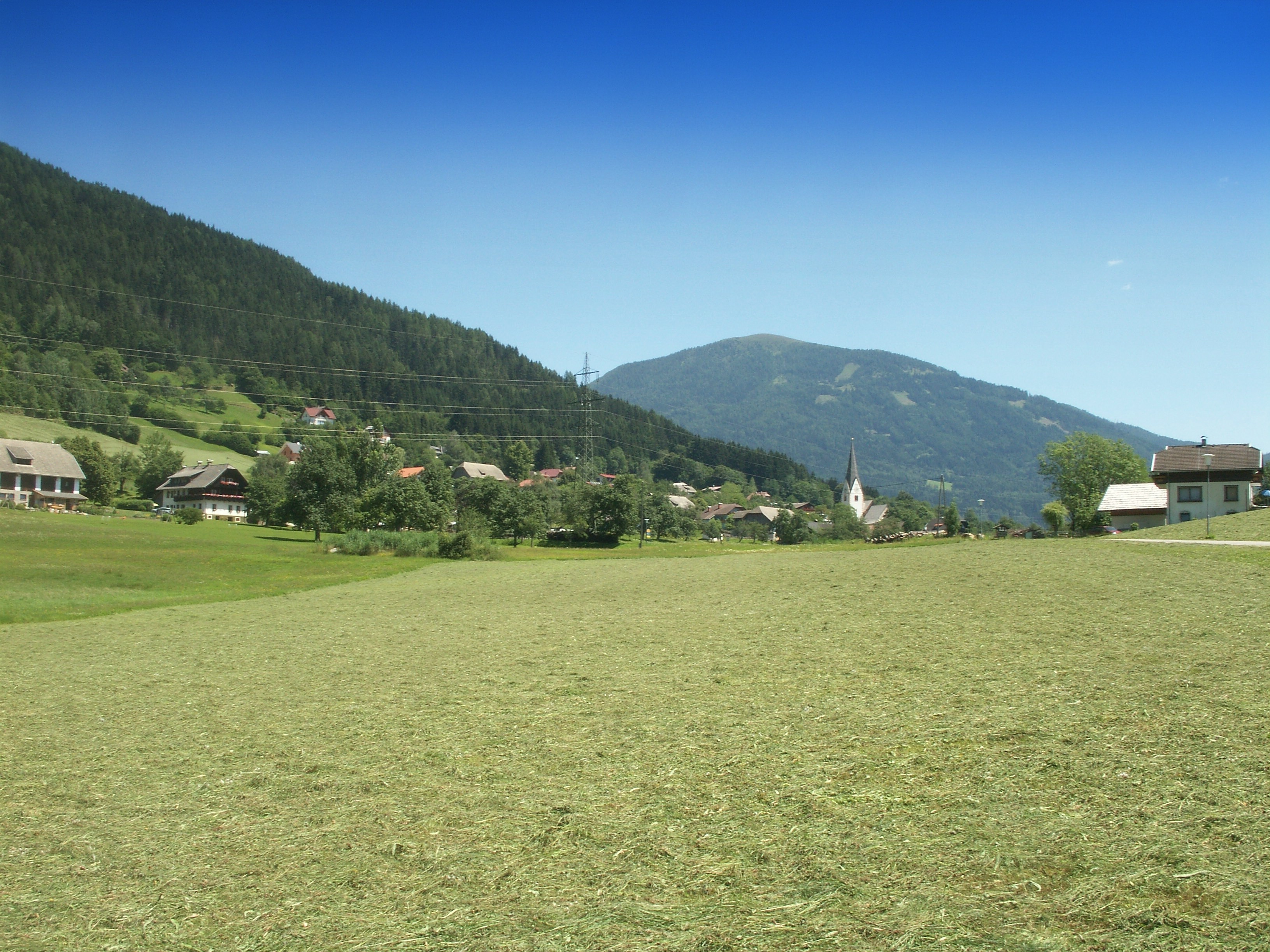

米爾諾克山（德語：Mirnock），是奧地利的山峰，位於該國南部，由克恩頓州負責管轄，屬於諾克山脈的一部分，距離沃拉訥諾克山8.8公里，海拔高度2,110米，每年平均降雨量2,511毫米。